# Тудор Белуце
Тудор Белуце (рум. Tudor Băluță, нар. 27 березня 1999, Крайова) — румунський футболіст, захисник клубу «Фарул» та національної збірної Румунії.

## Клубна кар'єра

### «Віїторул»
Народився 27 березня 1999 року в місті Крайова. Розпочинав займатись футболом у Школі Георге Попеску, а 2013 року потрапив в Академію Георге Хаджі, пов'язану із клубом «Віїторул». 2 травня 2016 року дебютував у Лізі I у віці 17 років, замінивши Яніса Хаджі на 54-й хвилині матчу проти «Тиргу-Муреша» (6:1).

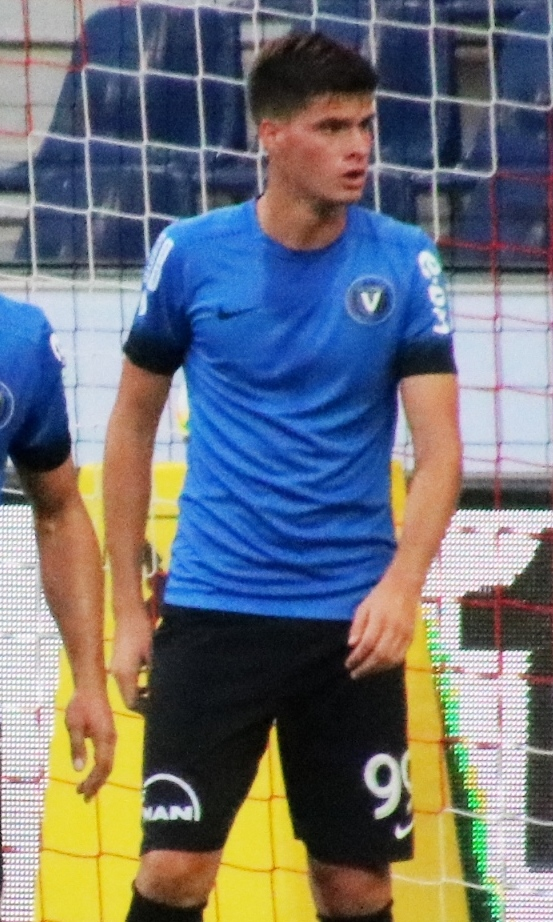
Тудор Белуце під час виступів за «Віїторул». 24 серпня 2017 року.

В наступному сезоні, в якому «Віїторул» здобув свій перший чемпіонський титул в історії, Белуце не зіграв жодного матчу, але почав стабільно з'являтись з літа 2017. 24 серпня того ж року, Белуце дебютував і у єврокубках, зігравши в Лізі Європи проти «Ред Булл» (Зальцбург). Всього до кінця 2018 року молодий півзахисник взяв участь у 42 матчах чемпіонату.

### «Брайтон енд Гоув»
31 січня 2019 року Белуце підписав контракт на три з половиною роки з англійським клубом «Брайтон енд Гоув Альбіон», але залишився у команді з Констанци до кінця сезону і за цей час зіграв ще 11 матчів в національному чемпіонаті, а також допоміг команді здобути Кубок Румунії.
Повернувшись до «Брайтона» після закінчення терміну його оренди, Белуце дебютував за новий клуб 25 вересня 2019 року в домашньому матчі Кубка ліги проти «Астон Вілли» (1:3). Цей матч так і залишився єдиним для румуна у складі першої команди «чайок».
17 січня 2020 року Белуце перейшов в оренду в нідерландський «АДО Ден Гаг» до кінця сезону. Його дебют у Ередивізі відбувся тиждень потому в гостьовому матчі проти «Утрехта» (0:4). Унаслідок того, що Королівський футбольний союз Нідерландів навесні достроково завершив сезон 2019/20 через пандемію коронавірусу, виступ Белуце в «АДО Ден Гаг» обмежився 4 матчами.
6 жовтня 2020 року на правах оренди до закінчення сезону 2020/21 перейшов до київського «Динамо».

## Виступи за збірні
У листопаді 2017 року та березні 2018 року Белуце у складі збірної Румунії U-19 взяв участь у відбірковому турнірі до чемпіонату Європи 2018, провівши 6 ігор.
З 2019 року залучався до матчів молодіжної збірної Румунії, у її складі поїхав на молодіжний чемпіонат Європи 2019 року в Італії. Там у матчі групового етапу з Хорватією забив гол і допоміг своїй команді вийти в плей-оф та стати півфіналістом турніру.
31 травня 2018 року дебютував в офіційних матчах у складі національної збірної Румунії в товариській грі проти Чилі (3:2), замінивши на 71 хвилині Драгоша Неделку. У тому ж році Тудор взяв участь у двох іграх в рамках Ліги Націй.

## Титули та досягнення
- Чемпіон Румунії (2):

«Вііторул»: 2016-17
«Фарул»: 2022-23
- Володар Кубка Румунії (1):

«Вііторул»: 2018-19
- Чемпіон України (1):

«Динамо»: 2020-21